# OFK Akademik Svisjtov
OFK Akademik Svisjtov (Bulgaars: ОФК Академик Свищов) is een Bulgaarse voetbalclub uit de stad Svisjtov, opgericht in 1949.
De club werd in 1949 opgericht en speelde in 1953 voor het eerst in de tweede klasse. In 1957 werd het voetbal in Bulgarije geherstructureerd en volgden vele fusies. De club fuseerde met Stroitel, Tsjerveno zname, Spartak en Dynamo, waarvan enkel Stroitel ook al in de tweede klasse speelde. De club speelde met enkele korte onderbrekingen tot 1976 in de tweede klasse, toen de club promotie kon afdwingen naar de hoogste klasse. Na twee seizoenen degradeerde de club. Na zeven jaar tweede klasse promoveerde de club opnieuw, maar kon het ook nu niet langer dan twee seizoenen volhouden. Na drie jaar zakte de club zelfs naar de derde klasse. Akademik kon meteen terugkeren en speelde tot 1995 in de tweede klasse. Hierna duurde het vijf jaar vooraleer de club kon terugkeren en verbleef nu ook vijf seizoenen in deze divisie. Hierna speelde de club enkel nog één seizoen, 2013/14, in de tweede klasse. 

## Bekend (ex-)spelers
- Petko Petkov